# Liste der Straßen in Niederhäslich

Lage von Niederhäslich in Freital

Die Liste der Straßen in Niederhäslich enthält alle benannten Straßen des Stadtteils Niederhäslich der Großen Kreisstadt Freital im Landkreis Sächsische Schweiz-Osterzgebirge.
Wichtigste Verkehrsverbindung in Niederhäslich ist die Poisentalstraße, die den Stadtteil von Nordwesten nach Osten durchläuft. Im engeren Poisental im östlichen Teil des Orts orientiert sich die Bebauung sehr stark an ihrem Straßenverlauf, es gibt kurze Stichstraßen. Im Westlichen Teil weitet sich der Stadtteil, die verkehrliche Erschließung (mit Buslinie des Stadtverkehrs Freital) wird hier zusätzlich im Wesentlichen durch den Straßenzug Am Dorfplatz–Niederhäslicher Straße–Am Stieglitzberg–Wilhelm-Müller-Straße–Am Hexenberg (Schweinsdorf) gewährleistet. Dieser führt mitten durch die Raschelbergsiedlung und ist Ausgangspunkt weiterer Erschließungsstraßen.

## Legende
Die nachfolgende Tabelle gibt eine Übersicht über die vorhandenen Straßen und Plätze im Stadtteil sowie einige dazugehörige Informationen. Im Einzelnen sind dies:
- Bild: Foto der Straße.
- Name/Lage: Aktuelle Bezeichnung der Straße oder des Platzes sowie unter ‚Lage‘ ein Koordinatenlink, über den die Straße oder der Platz auf verschiedenen Kartendiensten angezeigt werden kann. Die Geoposition gibt dabei ungefähr die Mitte der Straße an.
- Namensherkunft: Ursprung oder Bezug des Namens.
- Anmerkungen: Weitere Informationen bezüglich anliegender Institutionen, der Geschichte der Straße, historischer Bezeichnungen, Kulturdenkmalen usw.

## Straßenverzeichnis
| Bild           | Name/Lage                      | Namensherkunft                                                                                    | Anmerkungen |
| -------------- | ------------------------------ | ------------------------------------------------------------------------------------------------- | --- |
|                | Am Buchlicht (Karte)           |                                                                                                   | Sie zweigt als kurze Erschließungsstraße von der Wilhelm-Müller-Straße ab. |
| Bilder         | Am Dorfplatz (Karte)           | Niederhäslicher Dorfplatz                                                                         | Die Straße zweigt von der Poisentalstraße ab und geht weiter südlich in die Niederhäslicher Straße über. Am alten Niederhäslicher Dorfplatz sind mehrere Wohnstallhäuser denkmalgeschützt, so Nr. 1 und 4 sowie das Wohnhaus Nr. 2a. Der westliche Straßenteil wird außerdem durch den Freitaler Stadtbusverkehr genutzt. |
| Bilder         | Am Steigerhaus (Karte)         | Steigerhaus                                                                                       | südlicher Abzweig von der Poisentalstraße |
|                | Am Stieglitzberg (Karte)       | Stieglitzberg, naheliegende Erhebung                                                              | verbindet Wilhelm-Müller- und Niederhäslicher Straße |
|                | Am Wachtelberg (Karte)         | Wachtelberg, naheliegende Erhebung                                                                | Abzweig der Straße Zum Poisenwald |
| Bilder         | Bergmannssiedlung (Karte)      | Siedlungsursprung als Wohnplatz für Bergmänner                                                    | südlicher Abzweig von der Poisentalstraße |
| Bilder         | Clemens-Hanusch-Weg (Karte)    | Clemens Hanusch, Gemeindeverordneter                                                              | Zwei Wohnstallhäuser am im Wesentlichen parallel zum Dorfplatz verlaufenden Clemens-Hanusch-Weg stehen unter Denkmalschutz. An der Ecke Clemens-Hanusch-Weg/Zum Poisenwald befand sich bis 2024 eine denkmalgeschützte Blutbuche. |
|                | Heilborngraben (Karte)         | Heilborngraben                                                                                    | südlicher Abzweig von der Poisentalstraße entlang des namensgebenden Grabens |
|                | Lohberg (Karte)                |                                                                                                   | verbindet Poisental- und Rotkopf-Görg-Straße |
| Bilder         | Müllers Weg (Karte)            |                                                                                                   | Müllers Weg zweigt von der Poisentalstraße ab und folgt dem Verlauf des Poisenbachs bis zur Leßkestraße, im letzten Teil als Fuß- und Radweg. |
|                | Niederhäslicher Straße (Karte) | Niederhäslich, Stadtteil von Freital                                                              | Die Niederhäslicher Straße ist zwischen Wilhelm-Müller-Straße und Dorfplatz Teilstrecke im Freitaler Stadtbussystem. Siehe auch: Niederhäslicher Straße in Schweinsdorf |
|                | Oststraße (Karte)              |                                                                                                   | verbindet die Niederhäslicher Straße mit der Gemarkungsgrenze zu Schweinsdorf Siehe auch: Oststraße in Schweinsdorf |
| Bilder         | Poisentalstraße (Karte)        | Tal des Poisenbaches                                                                              | Die Poisentalstraße ist als wichtigste Verkehrsverbindung des Stadtteils als Staatsstraße 36 ausgewiesen. Sie erschließt außerdem einen wesentlichen Teil Niederhäslichs für den Öffentlichen Personennahverkehr. Einige repräsentative Gebäude der ehemaligen Gemeinde befinden sich an der Poisentalstraße: das ehemalige Rathaus (Nr. 75), die Schule mit Turnhalle (Nr. 77/79) sowie der Gasthof Poisental an der Ecke zum Dorfplatz (Nr. 97). Siehe auch: Poisentalstraße in Schweinsdorf und Deuben |
| Bilder         | Rotkopf-Görg-Straße (Karte)    | Sagengestalt Rotkopf Görg                                                                         | Von der Poisentalstraße abzweigend, setzt sie sich, der Topographie des Windbergs folgend, bis zur Burgker Straße im Stadtteil Burgk fort. Entlang der Rotkopf-Görg-Straße ist der Volkspark Rotkopf-Görg, eine in den 1920er Jahren geschaffene Parkanlage, gelegen. Siehe auch: Rotkopf-Görg-Straße in Burgk |
|                | Rudeltstraße (Karte)           | Ernst Robert Rudelt (1860–1935), Deubener Gemeindevorsteher und Mitglied des sächsischen Landtags | Abzweig der Poisentalstraße und anschließend paralleler Verlauf bis zur Gemarkungsgrenze nach Schweinsdorf Siehe auch: Rudeltstraße in Schweinsdorf |
|                | Waldblick (Karte)              |                                                                                                   | Erschließungsstraße zwischen Niederhäslicher Straße und Dorfplatz |
| weitere Bilder | Wilhelm-Müller-Straße (Karte)  | Wilhelm Müller (1928–1999), Maler und Grafiker                                                    | An der Wilhelm-Müller-Straße befindet sich ein denkmalgeschützter Wohn- und Geschäftskomplex (Nr. 7–11). Unweit davon erinnert die 1953 geschaffene Skulptur eines Stahlarbeiters an den Ursprung der Raschelbergsiedlung als Wohnort für die Arbeiter des Edelstahlwerks. Zwischen Gemarkungsgrenze und Niederhäslicher Straße wird die Wilhelm-Müller-Straße vom Freitaler Stadtbussystem genutzt. |
|                | Windbergstraße (Karte)         | Windberg, teils auf Niederhäslicher Flur gelegener Hausberg der Stadt Freital                     | nördlicher Abzweig der Poisentalstraße den Windberg hinauf |
| Bilder         | Zum Poisenwald (Karte)         | Poisenwald, östlich des Ortes gelegenes Waldstück                                                 | Abzweig vom Dorfplatz in Richtung Obernaundorf |
|                | Zur Hoffnung (Karte)           |                                                                                                   | nördlicher Abzweig der Poisentalstraße den Windberg hinauf |